# Acacia lucasii
Acacia lucasii é uma espécie de leguminosa do gênero Acacia, pertencente à família Fabaceae.